# Lingue del Pacifico centrale
Le lingue del Pacifico centrale sono una famiglia di lingue oceaniche anche conosciute come figiane-polinesiane. Fanno parte delle lingue oceaniche centrali ed orientali.

## Classifica

Mappa

Malcolm Ross et al. (2002) classificano come un linkage le lingue seguenti:
- Western (occidentale) 
  - Rotumano
  - Western Fijian linkage:  Namosi-Naitasiri-Serua, Western Fijian (Nadroga, Waya)
- East Central Pacific linkage
  - Eastern Fijian linkage:  Bauan (standard Fijian), Gone Dau, Lauan e Lomaiviti
  - Polinesiano (famiglia linguistica)